# Johann Ernst Immanuel Walch
Pour les articles homonymes, voir Walch.
Johann Ernst Immanuel Walch est un théologien et un naturaliste allemand, né en 1725 et mort en 1778.

## Biographie
Il est le fils du théologien Johann Georg Walch (1693-1775). Il étudie les langues sémitiques à Iéna ainsi que les sciences naturelles et les mathématiques. En 1749, il fait paraître Einleitung in die Harmonie der Evangelien et l’année suivante devient professeur appointé extraordinaire de théologie. Cinq ans plus tard, il devient professeur ordinaire de logique et de métaphysique. En 1759, il échange sa chaire contre une autre de rhétorique et de poésie.

## Liste partielle des publications
- Einleitung in die Harmonie der Evangelien
- Diatribe de ortu et progressu artis criticae apud veteres romanos (1747)
- Dissertationes in Acta Apostolorum (1756-1761)
- De arte critica veterum Romanorum (1757)
- Die Naturgeschichte der Versteinerungen zur Erläuterung der Knorrischen Sammlung von Merkwürdigkeiten der Natur. Nürnberg 1771
- Antiquitales symbolicae (1772)
- Observationes in Matthaeum ex Graecis inscriptionibus (1779).

## Hommage
Le genre fossile de conifères Walchia lui a été dédié par Kaspar Maria von Sternberg en 1825.